# Pleurothallis avenacea
Pleurothallis avenacea là một loài thực vật có hoa trong họ Lan. Loài này được Ames miêu tả khoa học đầu tiên năm 1908.